# Lidia Wysocka

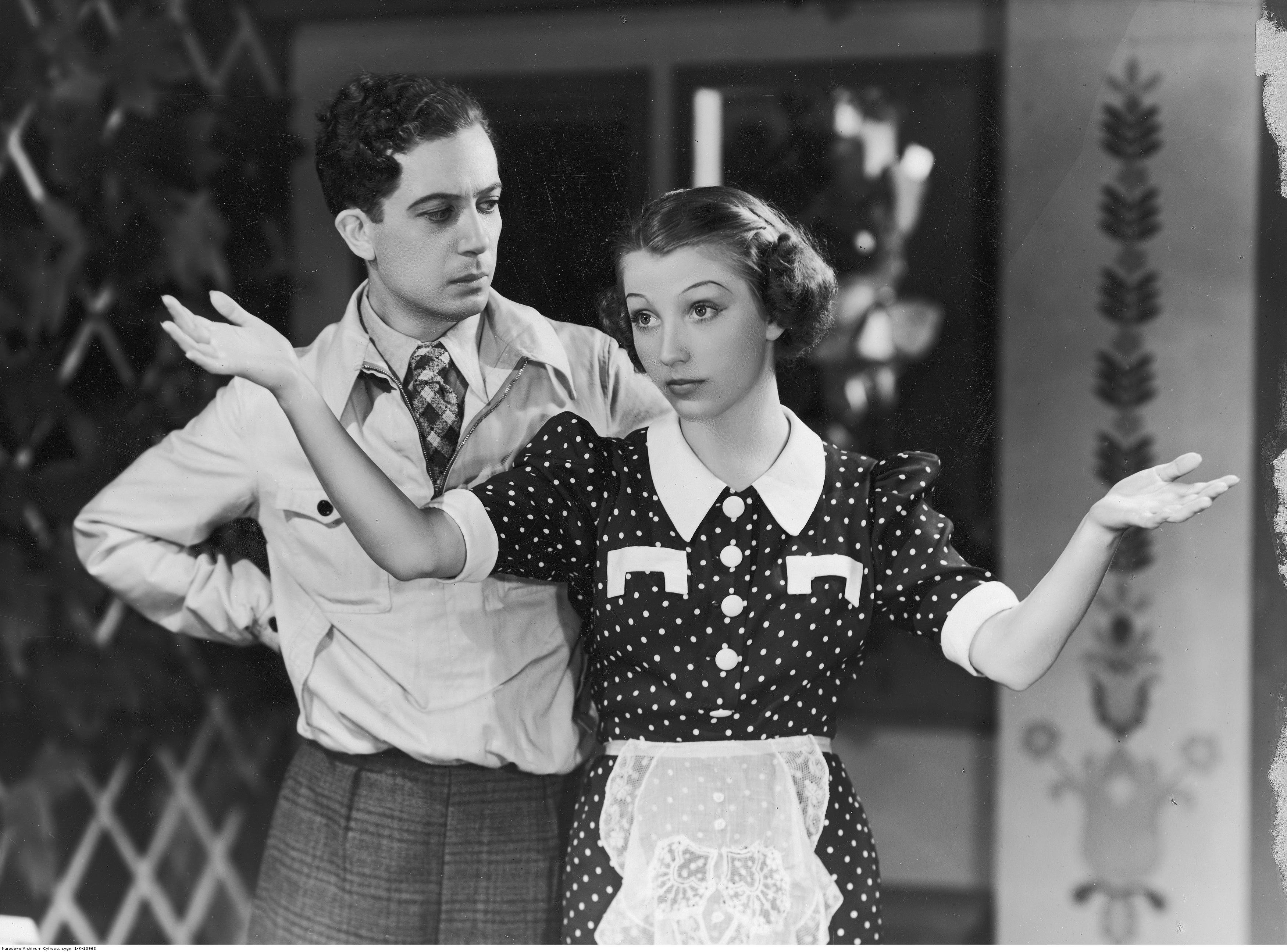
Z Jerzym Rolandem w przedstawieniu „Nowa Dalila”

Lidia Wysocka (ur. 24 czerwca 1916 w Rogaczewie, zm. 2 stycznia 2006 w Warszawie) – polska aktorka, piosenkarka, a także reżyser teatralny. Założycielka, reżyser, kierownik artystyczny i artystka Kabaretu Wagabunda (1956–1968).

## Życiorys
Lidia Wysocka urodziła się 24 czerwca 1916 roku w Rogaczewie. W 1935 zadebiutowała na srebrnym ekranie główną rolą w filmie Kochaj tylko mnie u boku Witolda Zacharewicza i Kazimierza Junoszy-Stępowskiego. Rok później (1936) ukończyła studia w warszawskim Państwowym Instytucie Sztuki Teatralnej. Jej debiut sceniczny nastąpił w Teatrze Polskim w Warszawie w 1936. Z powodzeniem występowała w filmie, teatrze i w radiu, zarówno przedwojennym, jak i powojennym – w szerokim wachlarzu tematycznym: od dramatu po farsę.
W czasie II wojny światowej, w marcu 1941, została aresztowana przez Gestapo i osadzona na Pawiaku w ramach akcji odwetowej za likwidację przez polskie podziemie agenta niemieckiego wywiadu Igo Syma (który partnerował jej w Złotej masce). Podobnie jak jej koledzy i koleżanki bojkotowała kontrolowany przez Niemców teatr. Pracowała jako kelnerka (w kawiarni „Na Antresoli”). W latach 1940–1944 występowała w warszawskim teatrzyku Na Antresoli. Źródła z epoki wskazują także, że występowała w teatrach w czasie okupacji. Odmówiła propozycji niemieckich filmowców z UFA.
Po wojnie była aktorką Miejskich Teatrów Dramatycznych oraz Teatru Miniatura i Teatru Nowego w Warszawie. W latach 1947–1949 występowała w Teatrze Polskim w Szczecinie, a w latach 1951–1953 występowała w Teatrze Buffo w Warszawie. W roku 1956 założyła i do 1968 prowadziła Kabaret Wagabunda. W latach 60. i 70. występowała w Teatrze Syrena w Warszawie.
Aktorkę sportretowała w roku 1939 Maja Berezowska.
W latach 1943–1958 była żoną aktora i reżysera Zbigniewa Sawana, z którym miała syna Piotra Nowakowskiego (1943–2009).
Zmarła 2 stycznia 2006 roku w Warszawie. Pochowana na cmentarzu komunalnym w Piasecznie (sektor A2-A-19).

## Ordery i odznaczenia
- Krzyż Oficerski Orderu Odrodzenia Polski (1999)[11][1]
- Złoty Krzyż Zasługi (1978)[1]
- Odznaka 1000-lecia Państwa Polskiego (1967)[1]
- Odznaka „Zasłużony Działacz Kultury” (1974)[1]

## Nagrody
- Nagroda Miasta Stołecznego Warszawy (1996)[12]
- Nagroda Artystyczna Polskiej Estrady „Prometeusz” (1996)[1]

## Filmografia
- Kochaj tylko mnie (1935), jako Hanka, córka Żarskiego
- Papa się żeni (1936) jako Lili, córka Miry Stelli
- Gehenna (1938), jako Ania Tarłówna
- Ostatnia brygada (1938) jako Marta Rzecka
- Serce matki (1938) jako Lusia
- Wrzos (1938) jako Dębska
- Doktór Murek (1939) jako Tunka Czabranówna
- Złota Maska (1939) jako Magda Nieczajówna
- Irena do domu! (1955), jako Irena Majewska
- Sprawa pilota Maresza (1955), jako Mary Godzicka
- Nikodem Dyzma (1956), jako piosenkarka rewiowa śpiewająca piosenkę o Dyzmie
- Rozstanie (1960), jako Magdalena
- Sekret (1973), jako Lena Nurkiewicz, przyjaciółka Lewickiej
- Zaczarowane podwórko (1974), jako królowa Anna Jagiellonka
- W obronie własnej (1981), jako matka Marii

Dziewiątym filmem aktorki był Szczęście przychodzi kiedy chce (1939) w reżyserii Mieczysława Krawicza (na podstawie powieści Kamila Nordena o tym samym tytule), nie ukończony jednak z powodu wybuchu wojny. Została zaproszona do udziału w debiucie fabularnym Jacka Bławuta opowiadającym o aktorach – weteranach, pt. Lili, jednakże na skutek opóźnień (niedostatek środków finansowych, przeróbki scenariusza) został on zrealizowany dopiero w 2008 (jako Jeszcze nie wieczór), już po jej śmierci.

## Teatr
Wybrane przedstawienia teatralne (daty dzienne odnoszą się do premier):
- 26 IX 1936 – Klub Pickwicka Karola Dickensa – Marysia, Teatr Polski w Warszawie
- 31 XII 1936 – Wesele Figara Pierre-Augustina Caron de Beaumarchais’go – Franusia, Teatr Polski w Warszawie
- 8 VII 1937 – Papa, Gaston Arman de Caillavet – Janka Aubrin, Teatr Polski w Warszawie
- 9 XI 1937 – Gałązka rozmarynu Zygmunta Nowakowskiego – panna Mania, Teatr Polski w Warszawie
- 31 III 1938 – Noc listopadowa Stanisława Wyspiańskiego – Małgorzata, Teatr Polski w Warszawie
- 20 V 1938 – Nowa Dalila Ferenca Molnára, Teatr Mały w Warszawie
- 14 XII 1938 – Temperamenty Antoniego Cwojdzińskiego – Stefcia, Teatr Mały w Warszawie
- 28 III 1939 – Brat marnotrawny Oscara Wilde’a, Teatr Mały w Warszawie
- 27 V 1944 – Szkarłatne róże Aldo De Benedettiego – Maria Verani, Teatr Małych Form Miniatury, Warszawa
- 12 II 1946 – Freuda teoria snów Antoniego Cwojdzińskiego – Ona, Teatr Mały w Warszawie (Miejskie Teatry Dramatyczne), Warszawa
- 2 VII 1946 – Po co daleko szukać George’a Bernarda Shawa, Teatr Mały w Warszawie (Miejskie Teatry Dramatyczne), Warszawa
- 24 V 1947 – Wiele hałasu o nic Williama Szekspira – Beatrycze, Teatr Mały w Warszawie (Miejskie Teatry Dramatyczne), Warszawa
- 13 I 1948 – Mąż i żona Aleksandra Fredry – Justysia, Teatr Miniatury (Miejskie Teatry Dramatyczne), Warszawa
- 26 V 1948 – Jadzia wdowa Ryszarda Ruszkowskiego – Jadwiga, Teatr Nowy w Warszawie
- 22 I 1949 – Wiele hałasu o nic Williama Szekspira – Beatrycze, Teatr Polski w Szczecinie
- 9 III 1949 – Wiosna w Norwegii Stuarta Engstranda, Teatr Polski w Szczecinie – reżyseria
- 18 IV 1949 – Jadzia wdowa Ryszarda Ruszkowskiego – Jadwiga, Teatr Polski w Szczecinie – projekty kostiumów
- 16 VIII 1949 – Seans Noela Cowarda, Teatr Polski w Szczecinie – projekty kostiumów
- 27 X 1949 – Bajka Michaiła Swietłowa – Katia, Teatr Polski w Szczecinie
- 1950.I.16 – Niemcy Leona Kruczkowskiego, Teatr Współczesny w Szczecinie (Teatry Dramatyczne) – projekty kostiumów
- 6 I 1951 – Zielony Gil, Tirso de Molina – Donna Diana, Państwowy Teatr Nowy (Scena Komediowo–Muzyczna) w Warszawie
- 28 VII 1951 – Ojciec debiutantki, D. Leński, Ludowy Teatr Muzyczny, Warszawa – reżyseria
- 8 X 1951 – Zielony Gil, Tirso de Molina, Teatr Dramatyczny im. Aleksandra Węgierki w Białymstoku – reżyseria
- 17 IX 1952 – Biuro docinków, Teatr Satyryków, Warszawa
- 11 I 1959 – Mąż i żona Aleksandra Fredry – Justysia – reżyseria (przedstawienie impresaryjne przygotowane na występy w Londynie)
- 15 II 1961 – Łowcy głów, Max Régnier – Irena, Teatr Komedia w Warszawie
- 1 III 1975 – Bądź moją wdową, Marcel Mithois – Coco Baisos, Teatr Syrena w Warszawie
- 24 IV 1977 – Będziemy obrażać!, Teatr Syrena w Warszawie
- 17 I 1979 – Wielki Dodek Witolda Fillera i Jonasza Kofty – panna Stefania, Teatr Syrena w Warszawie
- 5 VII 1980 – Warto byś wpadł Ryszarda Marka Grońskiego i Antoniego Marianowicza, Teatr Syrena w Warszawie
- 27 II 1981 – Dobry wojak Szwejk, Jaroslav Hašek – Mamon, Teatr Syrena w Warszawie
- 16 VII 1981 – Wizyta młodszej pani Ryszarda Marka Grońskiego i Michała Komara – pani Loda, Teatr Syrena w Warszawie

## Piosenkarka
W 1936 ukazało się jej pierwsze nagranie na płytach Syrena Rekord. W swych filmach wykonywała piosenki:
- Kochaj tylko mnie! oraz Mnie wystarczy słówko (Kochaj tylko mnie, 1935 – płyta Syrena Electro 9562),
- Co ja zrobię, że mnie się podobasz w duecie ze Zbigniewem Rakowieckim (Papa się żeni, 1936),
- To nic oraz Królowa pereł (Złota maska, 1939),
- piosenka o Dyzmie (Nikodem Dyzma, 1956),
- Retmanie, coś narobił! (Zaczarowane podwórko, 1974).

Specjalizowała się w piosence aktorskiej, upodobała sobie piosenkę francuską i styl fin de siècle. Zaśpiewała m.in.: Piosenka o Wiśle, a także polskie wersje popularnych zagranicznych przebojów, jak Człowiek, którego kocham, Rapsodia, Tak nam się zdawało, Zacna Kasia.

## Radio
Jeszcze przed wojną wzięła udział w adaptacji powieści na antenie Polskiego Radia (słuchowiska Teatr Wyobraźni). Po wojnie brała udział w Podwieczorkach przy mikrofonie, audycjach Satyrycy przed mikrofonem, koncertach radiowych i estradowych, grała w Teatrze Polskiego Radia – wystąpiła m.in. w radiowej wersji serialu telewizyjnego Polskie drogi pt. Lekcja poloneza (1976), w słuchowisku Henryka Bardijewskiego pt. Umowa, w adaptacji Tristana 1946 Marii Kuncewiczowej (1996). Na przełomie lat 1980/1990 występowała na antenie Programu I z felietonami własnego autorstwa Rozmowy o piosence, w których poruszała aktualne tematy kulturalne.